# Charles Löfgren
Charles Wiliam Löfgren, född 3 oktober 1874 i Örebro, död 5 januari 1960 i Stockholm, var en svensk bankman och idrottsledare.
Charles Löfgren var son till fabrikören Anders Wilhelm Löfgren. Löfgren utexaminerades från Örebro tekniska elementarskola 1894 och studerade samma år i Tyskland, där han praktiserade vid Allgemeine Elektrizitäts Gesellschaft i Berlin. Han var anställd i faderns möbelfabrik 1895–1904, med avbrott 1898–1899 då han praktiserade hos Max Sachs AB i Stockholm. Löfgren innehade firma A. W. Löfgren & sons möbleringsaffär i Örebro 1904–1927, varefter han var VD och styrelseordförande i Örebro sparbank 1932–1946. Han var dessutom VD i Byggnads AB Engelbrekt samt styrelseordförande i bland annat Ränte- och kapitalförsäkringsanstalten i Örebro 1911–1946. han var ledamot av stadsfullmäktige 1925–1940. I Sveriges möbelhandlares centralförbund var han ordförande 1918–1928. Löfgren var ledamot av Västmanland-Nerikes idrottsförbunds styrelse 1905–1923, från 1908 som ordförande. 1910–1916 var han styrelseledamot i Svenska idrottsförbundet och 1910–1924 till hörde han Riksidrottsförbundets överstyrelse.